# Alyssa Lampe
Alyssa Rae Nicole Lampe (Estados Unidos; 10 de marzo de 1988) es una freestyle wrestler estadounidense. Ganó la medalla de bronce en la 48 división de kg en el Campeonato Mundial de Lucha de 2013.